# Allobates mcdiarmidi
Allobates mcdiarmidi är en groddjursart som först beskrevs av Reynolds och Foster 1992.  Allobates mcdiarmidi ingår i släktet Allobates och familjen Aromobatidae. IUCN kategoriserar arten globalt som nära hotad. Inga underarter finns listade i Catalogue of Life.